# 加藤誠 (地質学者)
加藤 誠（かとう まこと、1932年3月21日 - 2022年6月26日）は、日本の地質学者。北海道大学名誉教授。地層内において発見される古生物の研究、とりわけ古生代サンゴを専門とする。宮城県出身。

## 来歴
1932年3月に鉱山地質技師の長男として宮城県に生まれる。1954年金沢大学理学部地学科卒業。一度は国家公務員上級職として奉職し、その後、北海道大学大学院理学研究科に入学。1961年に同大大学院理学研究科博士課程を中退し、北海道大学理学部地質学鉱物学科助手となる。1962年3月　北海道大学理学博士　「Fine skeletal structures in Rugosa(ルゴーサ珊瑚骨格の細構造) 」。 
その後1970年助教授・1981年教授昇任を経て、1995年北海道大学を退官。現在は北海道大学名誉教授・総合博物館資料部研究員。
業績としては、日本における石炭紀-ペルム紀境界策定に関する研究や、日本における古生代ペルム紀の単体サンゴ化石属の層位的分布に関する研究等がある。
2022年6月26日、横行結腸癌のため札幌市の老人介護施設で死去。90歳没。

## 受賞
- 1970年　日本古生物学会学術賞
- 1980年　日本地質学会小藤賞
- 1988年　日本地質学会論文賞